# Steinbach (Taunus)

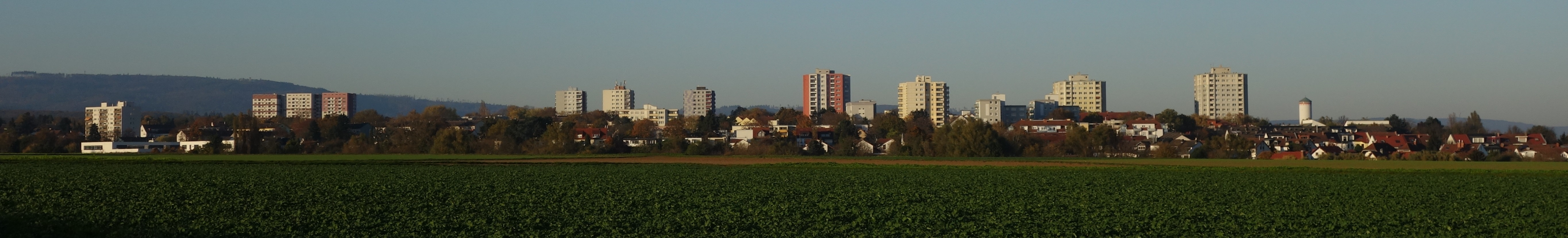
Panorama över Steinbach

Steinbach (Taunus) är en stad i Hochtaunuskreis i Regierungsbezirk Darmstadt i förbundslandet Hessen i Tyskland.